# Émetteur de Raszyn
L'émetteur de Raszyn  est un émetteur grandes ondes, situé près de Raszyn, sur le territoire du village de Łazy, dans la powiat de Piaseczno  de la voïvodie de Mazovie en Pologne.
Il a été construit en 1949. Son mât radio, haut de 335 mètres, était la structure la plus haute d'Europe jusqu'en 1962.
L'émetteur grandes ondes de Raszyn était le principal émetteur de Pologne, jusqu'à l'inauguration de la Tour de transmission de Radio Varsovie de Konstantynow. Depuis 1978, un deuxième programme de la radio parlementaire est diffusé en journée depuis cet émetteur, sur 198 kilohertz.
Après l'effondrement du mât de Varsovie en 1991, l'émetteur de Raszyn a été employé pour des transmissions du premier programme du service de radiodiffusion polonais (sur 225 kilohertz), jusqu'à l'inauguration du nouvel émetteur de Solec Kujawski. 
Comme il n'est pas possible de transmettre sur les deux canaux simultanément, il n'y a eu aucune transmission sur la seconde fréquence entre 1991 et 1999.
Depuis l'effondrement du mât radio de Varsovie, l'émetteur de Raszyn est la sixième structure la plus haute de Pologne.